# 조각도시
《조각도시》(영어: The Manipulated)는 디즈니+에서 2025년 방영 예정인 대한민국의 범죄, 스릴러 드라마이다. 영화 《조작된 도시》의 드라마 리메이크 작품이다.